# Station Corcy
Station Corcy is een spoorwegstation in de Franse gemeente Corcy aan de spoorlijn La Plaine - Hirson en Anor.